# Anayanssi Moreno
Anayanssi Moreno Pelayo (Ciudad de México; 15 de febrero de 1968) es una conductora de televisión y actriz mexicana. Es conocida por conducir el programa de televisión Porque Soy Mujer, de la cadena Mexiquense Televisión.
Es conductora y directora general del programa Porque Soy Mujer, que se transmite con gran éxito en Mexiquense Televisión para toda la República Mexicana y en Mexicanal para los Estados Unidos, el sur de Canadá y algunas ciudades del norte de México.

## Primeros años
Es hija del panameño Horacio Antonio Moreno Gómez y la colombiana Rosa María Pelayo Cervantes. Desde pequeña dio muestras de su talento artístico el cual fue reforzado con clases de ballet, jazz, teatro y canto.
Al terminar la secundaria sacó su licencia de locutor, y a partir de ese momento, comenzó a practicar en distintas estaciones de radio del entonces Distrito Federal.

## Carrera profesional
Su primera gran oportunidad llegó en 1993 cuando el periodista, cónsul y embajador Agustín Barrios Gómez la invitó a trabajar con él en su último programa llamado “Mesa de Barrios Gómez” en Grupo Radio Fórmula donde entrevistaron a personalidades como el entonces candidato a la presidencia de la República Mexicana, Luis Donaldo Colosio. En esta radiodifusora trabajó también con el periodista Pedro Ferriz Santa Cruz y Nino Canún.
Posteriormente, se sumó a las filas de Televisa con la exitosa emisión dominical en el Canal de las Estrellas, Reyes Gruperos.
Formó parte de los grupos musicales Las Nenas junto con las hermanas Soraya y Vanessa, y la también conductora de televisión Penélope Menchaca, “El Gavilán y Las Fulanas” y “Piel Latina”; desarrollándose como cantante por más de 10 años de carrera musical. Después de varios años de preparación en la escuela de Televisa dirigida por Luis de Llano, “Conceptos”.
Participó en telenovelas como Agujetas de Color de Rosa, María José y El Vuelo del Águila.
En teatro formó parte del musical “Sugar” con los actores Itatí Cantoral, Benny Ibarra, Gustavo Rojo y Hilda Aguirre.
En la obra del cine trabajó en la Opera Prima “Reencuentros” de Reyes Bercini, alternando con Manuel Ojeda, Margarita Isabel y María Rojo, así como en la película Bandido del cineasta Robert Rodríguez.
En 2003, llegó a Mexiquense Televisión buscando crear un balance entre la cultura y el entretenimiento hecho que logró con el programa matutino “Por La Mañana”, nombre que fue sustituido por “Te Levanta”, en el cual como titular, logró perfilarse como conductora  destacando en sus entrevistas y reportajes de los distintos oficios en el Estado de México, pero en especial con la sección “Directo a tu Intelecto”.
De 2007 a 2009, recorrió los principales municipios del Estado de México con el programa matutino “Aroma Mexiquense” el cual que forma parte de la Biblioteca Mexiquense del Bicentenario creada durante la gestión del licenciado Enrique Peña Nieto y que fue reconocido con el “Premio Principios” por el Presidente de la República Mexicana, Felipe Calderón Hinojosa. En 2010, deja la emisión de “Te Levanta” para dedicarse de lleno a su pasión por el "Empoderamiento Femenino".
El 1 de marzo de 2010 surge “Porque Soy Mujer”, programa matutino dedicado a la "Mujer Mexicana Inteligente" desde las adolescentes hasta las adultas mayores de edad, que abarca entrevistas con grandes personalidades, así como temas de sexualidad, salud, cultura, inteligencia emocional, cuidado del medio ambiente.
En 2011, inicia los “Foros Porque Soy Mujer” visitando a mujeres en estado de vulnerabilidad acercando servicios legales de salud y talleres para autoempleo.
Considerada por el periódico El Universal como una de las 10 periodistas más influyentes del Estado de México, ha sido reconocida con varios premios como el “Premio Nacional de Locución” en 2004, 2009 y 2011 por su trayectoria reportajes y trabajo en pro de la mujer. Así como en 2005, el “Premio cinco estrellas de oro a la calidad femenina” y reconocimientos en distintos estados de la República Mexicana.
La réplica en bronce de las huellas de sus manos está plasmada en el centro comercial “Galerías Plaza de las Estrellas, Melchor Ocampo”, de la Ciudad de México, en reconocimiento a su trayectoria.
Actualmente, estudia la licenciatura en derecho para lograr que las palabras se conviertan en hechos, al momento de luchar por los Derechos Fundamentales de las Mujeres del Estado de México.